# Кремница (Тверская область)
Кремница — деревня в Западнодвинском районе Тверской области России. Входит в состав Ильинского сельского поселения.

## История
В 1964 г. Указом Президиума ВС РСФСР деревня Поросятниково переименована в Кремница.

## Население
| 2010 |
| ---- |
| 0    |